# Наводнения на Дальнем Востоке России и в Китае (2013)
С конца июля 2013 года юг Дальнего Востока России и северо-восток КНР оказались подвержены катастрофическим наводнениям, вызванными интенсивными затяжными осадками, что привело к последовательному увеличению уровня воды в реке Амур. Максимальная отметка уровня воды по гидрологическому посту города Хабаровска составила 808 см (достигнута 4 сентября) — рекорд с начала наблюдений в 1896 году. На пике паводка, 3 и 4 сентября, расход воды в Амуре достигал 46 тыс. м³/с, при норме в 18—20 тыс. м³/с. Наводнение таких масштабов произошло впервые за 115 лет наблюдений, и, согласно моделям, вероятность повторения такого события — один раз в 200—300 лет. Наводнение 2013 года на Амуре произошло в период повышенной водности этой реки, начавшийся в 2009 году, ожидается, что он продлится до 2025 года. От других наводнений это наводнение отличалось совпадением по времени пика паводка на Амуре с пиками паводков на его притоках.

## Причины наводнения
Причиной наводнений являлись аномальные изменения циркуляции воздушных масс над югом российской Сибири и Дальним Востоком (увеличению амплитуды волн Россби), которые могут стать постоянными. Разбалансировка механизма регуляции воздушных масс способствовала формированию мощных циклонов с более длительным периодом существования. Над северной территорией КНР летом доминировали очень высокие температуры с высокой влажностью, а над Якутией, напротив, температуры были достаточно умеренными, а воздух сухим. Вызвано это было установлением блокирующего антициклона над западом Тихого океана. Эта блокирующая волна высокого давления остановила циклоны над Приамурьем, не давая им быстро проходить на «кладбище» местных циклонов в Охотском море.
Таким образом, к началу июля 2013 года над Приамурьем сформировалась стационарная высотная фронтальная зона, вдоль которой в течение двух месяцев один за другим перемещались глубокие, насыщенные тропической влагой циклоны, сопровождавшихся сильными ливневыми дождями, в результате чего в Амурской области и Еврейской автономной области с июля по август выпало больше годовой нормы осадков. В итоге активизировались одновременно все паводочные области бассейна Амура: верхний Амур, Зея, Бурея, Уссури и Сунгари. В предыдущие годы одновременная работа всех областей сразу не наблюдалась. Обычно функционировала одна или несколько паводочных областей. Вначале паводковая ситуация образовалась на верхнем Амуре и Бурее, позже, на конец августа она возникла и в бассейнах Сунгари и Уссури.
Другой причиной стала очень снежная зима в районе бассейна Амура и поздняя весна. Вследствие этого, когда начался паводок в середине июля, почва была уже насыщена влагой на 70—80 %, что способствовало формированию паводков практически без потерь. Существует угроза становления этой ситуации на постоянную основу. Свою роль сыграли многолетние лесные пожары и вырубки лесов. Леса выполняют важную водоохранную функцию, задерживая часть осадков.
Вопреки опасениям местных жителей, Зейское и Бурейское водохранилища, расположенные на крупных притоках Амура, при максимальном снижении величин сбросных расходов способствовали смягчению паводковой ситуации, аккумулировав значительный объём стока (8 и 5 км³ соответственно), что, согласно расчётам гидрологов, позволило удерживать уровень реки Амур пониженным более чем на метр на протяжении 2 месяцев, а благодаря Зейскому гидроузлу на пике паводка в бассейне Зеи 31 июля сбрасывалось в 10 раз меньше воды, чем поступало в водохранилище, за счёт чего уровень Зеи держался на 6 метров ниже возможного. На начальном этапе наводнения сыграли свою противопаводковую роль и 6 водохранилищ на реки Сунгари в КНР, позже переключившиеся в транзитный режим.

## Наводнение на северо-востоке КНР
Наиболее значительный ущерб был причинён северо-восточным провинциям КНР. По меньшей мере 105 человек погибли от наводнений и более 115 числятся пропавшими без вести на 19 августа 2013 года. Более 60 тыс. домов были разрушены и 840 тыс. человек эвакуированы из провинций Хэйлунцзян, Цзилинь и Ляонин.

## Наводнения на юге Дальнего Востока России

### Российское Приамурье
В России наиболее пострадавшими регионами стали Амурская область, Еврейская автономная область и Хабаровский край. Только для сельского хозяйства ущерб составил не менее 10 миллиардов рублей.
При накоплении излишней воды были полностью заполнены водохранилища Зейской и Бурейской ГЭС, после чего на плотинах этих ГЭС начался холостой сброс воды. Для Зейской ГЭС максимальный расход воды при этом составил 5000 м³/с (тогда как приточность воды в водохранилище доходила до 9 тыс. м³/с).
30 августа в регион прибыл президент России Владимир Путин, который осмотрел район паводка с вертолёта и выслушал отчёты глав пострадавших регионов. На следующий день был освобождён со всех постов полномочный представитель президента в Дальневосточном округе Виктор Ишаев. Было заявлено, однако, что эта отставка никак не связана с наводнением.
Режим ЧС федерального уровня был введён в пяти регионах Дальнего Востока (Якутии, Амурской области, Еврейской автономной области, Приморском и Хабаровском краях) 7 августа. В Якутии и Приморском крае режим ЧС федерального уровня был отменён 1 сентября. В Амурской области и Еврейской автономной области — 17 сентября. В Хабаровском крае — 26 сентября.

#### Наводнение в Амурской области
В Амурской области было подтоплено 126 населённых пунктов в 15 муниципальных образованиях. Было затоплено около 8 тысяч жилых домов с населением 36339 человек (из них более 10 тысяч детей). Также наводнением были затоплены более 20 тысяч дачных участков и огородов. С момента начала эвакуационных мероприятий оказана помощь более 120 тыс. человек.
В Благовещенске пик паводка был достигнут 16 августа, когда уровень Амура достиг 822 см, и начал сходить с 19 августа.
Режим ЧС регионального уровня в Амурской области, введённый распоряжением губернатора 23 июля 2013 года в связи с наводнением, был отменён 1 октября 2014 года.

#### Наводнение в Хабаровском крае
По состоянию на 14 сентября в Хабаровском крае было подтоплено 77 населённых пунктов в 9 муниципальных образованиях. Было подтоплено более 3 тыс. жилых домов с населением около 35 тыс. человек. Также наводнением были затоплены территории 3869 приусадебных и 3762 дачных участков.
С момента начала эвакуационных мероприятий оказана помощь 13688 людям. Была быстро сооружена водозащитная насыпь общей длиной около 24 км.
Хронология подъёма воды на Амуре в районе Хабаровска:
- 23 августа уровень воды в Амуре достиг 716 см (при том, что критическим считается уровень 600 см, а рекордный уровень, зафиксированный в 1897 году составлял 642 см). Власти готовятся к массовой эвакуации при превышении уровня 780 см. По словам гидрологов к началу сентября уровень воды может достигнуть 830 см[32].
- К 31 августа уровень воды в Амуре в районе Хабаровска достиг отметки 784 см[33].
- К 1 сентября уровень воды достиг отметки 792 см[34].
- 4 сентября вода в Амуре поднялась до отметки 808 см[35].
- С 5 сентября отмечено начало снижения уровня воды.

Хронология подъёма воды на Амуре в районе Комсомольска-на-Амуре:
- 2 сентября уровень воды в реке Амур вблизи Комсомольска-на-Амуре поднялся до 803 см, превысив на 102 см «рекорд» 1959 года[36].
- 4 сентября вода в Амуре поднялась до отметки 835 см[35].
- 5 сентября вода поднялась до отметки 8,5 м; погиб солдат-контрактник, младший сержант Баир Банзаракцаев[37] (КамАЗ, на котором он двигался в составе автоколонны, сполз с размытой дороги[38]) — единственная жертва наводнения на территории России[39].
- 6 сентября вода в Амуре поднялась до уровня 860 см[40].
- 7 сентября вода достигла отметки 871 см[41].
- 8 сентября вода достигла отметки 882 см[42].
- 9 сентября уровень воды 887 см[43].
- 10 сентября уровень воды в Амуре 895 см[44].
- 11 сентября уровень воды 902 см[45].
- 12 сентября уровень воды достиг пика 910 см и в последующие дни пошёл на спад[46][47][48][49].
- 23 сентября гребень паводка вышел в Татарский пролив, идёт повсеместный спад уровня воды. В Николаевске-на-Амуре были подтоплены несколько частных домов, затоплена островная часть пос. Маго.

Согласно предварительным подсчётам, сумма материального вреда городу Хабаровску составила 4,2 млрд рублей.

### Магаданская область
20 августа в Магаданской области был объявлен режим чрезвычайной ситуации.
Самая тяжёлая ситуация сложилась в Тенькинском районе. Из-за размытия дорог он оказался отрезанным от Магадана, а райцентр, посёлок Усть-Омчуг, после прорыва дамбы оказался частично подтоплен и обесточен. 40 человек было эвакуировано.
Также вышла из берегов река Сухая, которая подтопила сельхозугодья и начала перемывать областную дорогу. В Ольском районе производилась эвакуация жителей.

## Спасательные работы
В спасательных операциях на Дальнем Востоке принимали участие аварийно-спасательные службы России, Министерство обороны и волонтёры.

## Галерея
- Хабаровск
- Дамба на стадионе им. Ленина
- Притопленные баржи сдерживают напор воды, чтобы не размыло основание хабаровского утёса
- Защитная дамба в Хабаровске, уровень воды выше уровня мостовой.

|                       |                                            |                              |                                              |                              |
| Мост через реку Обор. | Этот же мост до наводнения, ноябрь 2011 г. | Улица села Князе-Волконское. | Автодорога Хабаровск — Комсомольск-на-Амуре. | Дорога в Хабаровском районе. |

- Еврейская автономная область
- Улица пос. Приамурский. До Хабаровска (на горизонте) можно доплыть на лодке, объезжая деревья.
- Река Тунгуска затопила улицу пос. Николаевка.

- Комсомольск-на-Амуре
- Набережная в Комсомольске-на-Амуре, 7 сентября 2013 года.
- Набережная в Комсомольске-на-Амуре, 7 сентября 2013 года.
- Улица Комсомольска-на-Амуре затоплена

## Последствия паводка и их ликвидация
Пострадали в общей сложности шесть субъектов РФ: Амурская и Магаданская области, Еврейская автономная область, Приморский край и Республика Саха (Якутия), Хабаровский край. Сильнее остальных пострадала Амурская область.
Всего, по данным МЧС, на Дальнем Востоке было затоплено более 8 млн км² территории, подтоплены около 13,5 тысяч жилых домов, непригоден для жилья каждый пятый из подтопленных домов. Пострадали не менее 135 тысяч человек, 32 тысячи были эвакуированы. Были повреждены 1,6 тысячи км дорог, 174 моста и 825 социальных объектов, затоплены овощехранилища и угольные разломы, пострадали линии электропередач.
Сельскохозяйственные предприятия Хабаровского края, чьи угодья были затоплены, не смогли заготовить достаточное количество кормов. Зимой коровы голодают и дают мало молока. Производятся закупки фуражного зерна и комбикормов в других регионах России.

### Оказание гуманитарной помощи во время наводнения
Во время наводнения различные предприятия и организации, частные лица, многие регионы России, а также зарубежные страны собирали и передавали гуманитарную помощь и деньги для пострадавших от наводнения регионов.
Некоторые примеры:
- В начале сентября 2013 года самолёт МЧС Республики Беларусь доставил в Амурскую область 43 тонны различных консервов и детское питание[54]. Ещё около 50 тонн тушёнки и 100 тонн муки прибыло в Приамурье из Белоруссии в начале октября[55].
- В конце сентября из Петербурга на Дальний Восток было отправлено около 35 тонн гуманитарной помощи (продукты питания, постельные принадлежности, одежда и т. д., собранные силами организаций и жителей Санкт-Петербурга)[56].
- В конце сентября на Дальний Восток прибыла гуманитарная помощь из Свердловской области, от сотрудников УГМК (45 тонн, в основном оборудование для ликвидации последствий наводнения)[57].
- Полицейские Астраханской области собрали для пострадавших от наводнения более 5,5 млн рублей, сотрудники полиции Волгоградской области собрали и перечислили пострадавшим от наводнения более 11 млн рублей[58].
- Руководство Ниигаты — города-побратима Хабаровска — перевело от имени своего города миллион иен для помощи пострадавшим от наводнения в Хабаровском крае. Также в Ниигате был организован сбор средств среди жителей города[59].
- В конце сентября Первым каналом проводился благотворительный марафон «Всем миром» (марафон проводился 29 сентября, но электронные платежи принимались до 5 октября), в результате было собрано более 829 миллионов рублей[60]. Сбор денег производился на специально открытые для марафона счета. В дальнейшем Первый канал передал собранные средства на строительство домов[61][62].

Это далеко не все примеры, сбором гуманитарной помощи и денег занималось большое количество различных организаций: общественные, научные, православная церковь, спортивные клубы, профсоюзы и т. д. На счета, открытые (министерствами финансов пострадавших регионов) для благотворительных переводов пострадавшим от наводнения, к ноябрю было перечислено (как частными лицами, так и предприятиями) более семисот миллионов рублей. Деятели культуры давали концерты и спектакли в пользу пострадавших от наводнения на Дальнем Востоке («Сатирикон», театр Эйфмана, Денис Мацуев, Александринский театр и другие).

### Устранение последствий наводнения
К ликвидации последствий наводнения были привлечены свыше 300 тысяч человек, включая военнослужащих восточного военного округа. Они участвовали в эвакуации людей, строительстве дамб, доставке продуктов питания в затопленные районы, а также организовали понтонную переправу на участке трассы Хабаровск-Комсомольск, ушедшем под воду на глубину около 1,5 метров.
Всего из опасных зон было эвакуировано более 32 тысяч человек, в том числе свыше 10 тысяч детей. Спасателям удалось отстоять более 120 населенных пунктов. В ходе ЧС не погиб ни один человек среди гражданского населения, но 4 сентября, оказывая помощь населению погиб рядовой контрактной службы Баир Банзаракцаев.
Общий объём ущерба от наводнения на Дальнем Востоке составил 527 миллиардов рублей. Пострадавшими были признаны около 190 тысяч человек, 2480 жилых объектов на Дальнем Востоке были признаны непригодными для проживания.

Источник: Официальный сайт МЧС России

## Интересные факты
Хабаровск, памятник дамбам, спасшим город от наводнения
- В Хабаровском крае в начале сентября полиция спасла дачника, несколько километров проплывшего по Амуру на крыше дома. Подмытый водой и унесённый течением дачный домик заметили полицейские, патрулировавшие акваторию на катере. Приблизившись, они увидели на крыше постройки мужчину. Полицейские помогли дачнику перебраться на катер и доставили его на берег. Туда же совместно с сотрудниками МЧС подтянули на буксире и домик[67].
- В это же время (в сентябре 2013 года) в штате Колорадо (США) произошло сильнейшее за последние 10 лет наводнение; 5 погибших, более 200 пропавших без вести[68][69].
- Семья Баира Банзаракцаева была приглашена в Хабаровск на новогодний вечер с президентом России Владимиром Путиным, но добираться до Хабаровска самостоятельно им было сложно и неудобно. Поэтому до Читы семью Баира довёз военный вертолёт, а в Чите их забрал президентский борт, сделавший для этого остановку. По дороге семья военнослужащего пила чай с президентом. На новогоднем вечере Владимир Путин вручил семье младшего сержанта медаль «За отвагу»[70].